# Regionální decentralizovaný orgán Terst
Regionální decentralizovaný orgán Terst (italsky ente di decentramento regionale di Trieste, zkratka EDR Trieste) je italský státní úřad ustanovený v roce 2019, který začal fungovat k 1. červenci 2020. Územím své působnosti je totožný s provincií Trieste, která byla zrušena v roce 2017. EDR Trieste má obdobná práva a povinnosti, jako mívala stejnojmenná provincie. Trieste sestává z 6 obcí: Duino-Aurisina, Monrupino, Muggia, San Dorligo della Valle, Sgonico, Terst.